# ستيفن ديكسون (صحفي)
ستيفن ديكسون (بالإنجليزية: Stephen Dixon)‏ هو صحفي بريطاني، ولد في 1 أبريل 1974 في Newton-in-Furness ‏ في المملكة المتحدة.

## وصلات خارجية
- ستيفن ديكسون على موقع IMDb (الإنجليزية)